# Стрийський краєзнавчий музей «Верховина»
Музе́й «Верхови́на» — районний краєзнавчий музей міста Стрия Львівської області, заснований 16 квітня 1932 року, у якому зібрано 26 тисяч одиниць матеріалів і предметів з етнографії та історичного розвитку Стрийщини.

## Історія заснування музею
Задум створити музей в Стрию належить адвокату Єроніму Калитовському, який ще у роки Першої світової війни розпочав збирати експонати для майбутньої установи. Доктора Калитовського підтримали вчителі Іванна Вітковицька та Інокентій Захарій, які за дорученням Товариства українських жінок у 1916 році займались збиранням воєнних пам’яток. Однак, важкі роки воєнного лихоліття і повоєнні роки окупації краю поляками не дозволили втілити в життя плани щодо заснування музею.
Ідея Калитовського знайшла своє практичне втілення тільки навесні 1932 року. Голова станової організації “Взаємної помочі українського вчительства” Осип Сілецький став ініціатором заснування музею та зорганізував вчителів стрийщини до збору етнографічних матеріалів, стародруків, книжок, ікон, картин. Адвокат Роман Домбчевський розробив статут майбутнього товариства та музею при ньому. 
16 квітня 1932 року відбулись Установчі збори товариства “Верховина”, на яких прийнято статут товариства і музею та обрано його управу.

## Назва музею
1932 року бере початок стрийська «Верховина» – саме таку назву отримав краєзнавчий музей, скромно розташований спершу в одній, а згодом – у двох кімнатах «Народної торгівлі» на Ринковій площі.
У 1939 році він отримав урядову назву «Стрийський державний краєзнавчий музей «Верховина». У післявоєнний час до цієї назви додалось слово «історичний». Тоді музей перетворився з краєзнавчо-дослідницької установи в масово-освітній та ідеологічний центр. З 1950 року на вивісці просто зазначалось «Краєзнавчий музей».
Лише у 1992 році з нагоди 60-річного ювілею розпорядженням представника президента по Стрийському району і місті Стрию музею було повернуто первинну назву «Верховина».

## Приміщення під музей
Будівля під музей була побудована 1899 року. Це була власність стрийського адвоката і громадсько-політичного діяча Євгена Олесницького, який тут проживав до 1909 року і мав юридичну канцелярію. У 1909 р. він очолив товариство "Сільський господар" і переїхав до Львова. Свій будинок продав українській "Касі задатковій". Згодом ця будівля стала осередком життя української громади міста. 
У 1918-1919 роках у домі квартирували старшини Української галицької армії. Під час правління польської влади, у 1920-1939 роках тут містилися домівки різних громадських організацій: "Пласту", "Союзу Українок" та ін. 
У 1920-х роках тут діяли філії Українського музичного інституту, "Рідної школи". У часи німецької окупації у будинку була кухня, яка обслуговувала німецький шпиталь. А з включенням Західної України до складу УРСР у 1939 році заклад був удержавлений.

## Наповнення фондів
На установчих зборах 16 квітня 1932 року, члени товариства вирішили особливу увагу зосередити на зборі етнографічного матеріалу для музею. Насамперед, робота мала спрямовуватися на формування колекцій писанок, вишивок та народного одягу. З цією метою референт видавництв Роман Домбчевський виготовив відповідні листи до редакцій і видавництв, склав відозви до громадянства і квестіонарі, між іншим “Як записувати топографічні назви” та розіслав їх до читалень, кооперативів, учителів і парафіяльних урядів. В одному із таких звернень, зокрема, зазначалось, що саме селянство, як велика культурна верства нації мусить подбати про свої музеї. Крім того, з рефератом про музейництво Роман Домбчевський виступив перед вчителями міста Стрия.
Така пропаганда музею мала свої позитивні наслідки. Станом на 1933 рік осередок налічував 1 248 пам’яток. Найбільшу підтримку та розуміння музей “Верховина” отримав серед селян, які й складали більшу частину його жертводавців. До прикладу, цілі колекції вишивок у січні 1935 року подарували жителі сіл Володимирці, Ляловичі-подорожні, Лютинка, Старе село, Буянів, Дубравка, Мельнич Жидачівського повіту. Наприкінці 1935 року музей налічував 1726 каталогових чисел, що становило 1900 предметів. За 1935 рік до осередку набуто 722 каталогових чисел, з яких 252 числа становлять предмети з етнографії. Цього ж року до музею надійшло 170 картонів з 500 вишивками. Таким чином, за п’ять років існування музей “Верховина” зібрав 3 500 предметів, з яких 2 400 були внесені у каталог. Без перебільшення можна стверджувати, що більшу частину збірки музею складали саме етнографічні пам’ятки.
Відомий польський археолог та етнограф, доцент Львівського, а з 1936 року професор Краківського університету доктор Тадеуш Сулімірський, оглянувши у 1935 році етнографічну колекцію музею “Верховина” висловив не тільки щире захоплення її вартістю але й здивування, звідки музей має кошти на придбання таких цінних пам’яток. А дізнавшись, що всі речі подаровані, був просто вражений свідомістю українського селянства, його великою культурою.
На даний момент фонди стрийського краєзнавчого музею «Верховина» налічують понад 26 тисяч одиниць зберігання. Найцінніші з експонатів є стародруки, ікони, народний одяг, бойківські і гуцульські писанки, взірці вишивок, рідкісні книги, монети, медалі, а також зброя козаків і опришків, старовинні музичні інструменти тощо.

## Діяльність музею
Музей організовує наукові краєзнавчі конференції, має свої друковані видання. Цікавою сторінкою роботи музею є краєзнавчі конференції, які показують багатогранність історії нашого регіону.
У 1990-1992 роках музей провів, спільно з науковим товариством ім. Т. Шевченка та Львівським археологічним товариством ім. Пастернака, дві наукові краєзнавчі конференції.
У 1995 році, відзначаючи 120-річницю з дня народження Ольги Бачинської, музей присвятив цій особистості тематичну наукову конференцію.
У 1998 році, спільно з Тернопільською академією народного господарства, проведено наукову конференцію «Історія створення, діяльності і відродження «Маслосоюзу».
Наукова конференція 2004 року була приурочена 90-річчю присяги Легіону Українських Січових Стрільців.
Музей має свої друковані видання – спецвипуски газети «Краєзнавчий вісник» та два збірники краєзнавчих розвідок.
При музеї діє бібліотека, яка налічує понад 5 тисяч одиниць природничої, історичної, художньої літератури, а також зберігає крайові періодичні видання, починаючи з другої половини ХХ століття.

## Керівники музею
З 1932-1944 роки музеєм опікувався Осип Сілецький, не зважаючи на поважний вік і на злидні. 
«У часі німецької окупації директор Сілецький сидів напівголодний у холодному приміщенні будинку Євгена Олесницького, куди у 1941 році перенісся музей, і боронив музейне добро від пограбувань».
Майже 20 років (1945-1965) директором «Верховини» був представник місцевої інтелігенції Михайло Левицький. За цей період музейні приміщення капітально відремонтували та вперше провели облік експонатів.
З 1988-го до 2021 року краєзнавчим музеєм «Верховина» керувала Галина Верес, журналістка за фахом, лауреатка літературно-мистецької премії «Благодійного фонду Віктора Романюка».
З жовтня 2021 року керівником призначено Миколу Закусова.

## Відділи музею
У музеї діють шість постійних експозицій та два зали зі змінними виставками.
Музейна експозиція складається з трьох відділів: природа, історія та етнографія.
- Природа Стрийщини (два зали): розповідає про геологічне минуле, корисні копалини, флору та фауну південно-західної частини Львівщини;

- Етнографічний (один зал) — демонструє зразки народних ремесел, знайомить із побутом, звичаями та обрядами Бойківщини;

«За радянських часів вся етнографія розміщувалася в шафі, а в залі стояв величезний самовар і ткацький верстат, який займав півкімнати. У двох старих шафках висіло кілька вишивок і лежало кілька писанок».
- Історія краю (три зали) — інформує про найдавніші поселення на території Стрийщини, історію середньовічного Стрия, опришківський рух. Висвітлює історію Стрийщини в період Австрійського панування, події Першої світової війни, боротьбу краян за Українську державу. Окрема кімнати присвячена звитязі вояків УПА. В історичному діють експозиції, які стосуються подій на Стрийщині від найглибшої давнини до Першої світової війни. Віднедавна тут облаштували відділ, присвячений війні на Донбасі, який експонатами постійно поповнюють волонтери.

## Філії музею
Від 1889 року стрийський краєзнавчий музей «Верховина» перетворився у цілий музейний комплекс, який нині включає шість закладів:
- сам краєзнавчий музей «Верховина»;
- виставковий зал;
- меморіальний комплекс «Борцям за волю України»;
- меморіальний музей Ольги Бачинської;
- музей Петра Обаля;
- музей-садибу родини Бандер.